# Brian Reynolds
Brian Reynolds (1967) és un programador estatunidenc de videojocs d'estratègia. Treballà a MicroProse des del 1991, juntament amb Sid Meier fou un dels principals programadors del Colonization i Civilization II, basat en l'anterior Civilization de Sid Meier. De la mateixa manera que Sid Meier i Jeff Briggs, abandonà MicroProse per passar a Firaxis Games. Allí hi dissenyà el joc Alpha Centauri i la seva expansió Alien Crossfire el 1999. Abandonà també Firaxis per passar a Big Huge Games el 2000, on hi desenvolupà Rise of Nations per a Microsoft, publicat el 2003, així com la seva expansió Rise of Nations: Thrones and Patriots el 2004 i la seva seqüela el 2006: Rise of Legends. El 2007 llançà Catan per a Xbox.